# 路道宣
路道宣（Father Cesaire Stern O.F.M. 1877年11月26日—1957年11月5日），天主教威海卫宗座监牧区宗座监牧（1939年6月2日-1949年3月28日），法国方济各会会士。

## 生平
1877年11月26日，路道宣出生在法国下莱茵省威勒戈特海姆，先后在梅斯及瑞士艾恩西德尔恩接受人文教育。1898年10月2日在梅斯入方济各会，后到富尔达学习神哲学。1904年8月21日，在富尔达晋升司铎。1905年10月18日赴中國，曾先后在坊子、安邱、昌邑传教，后在平度和益都担任外来副本堂神父。1932年被调派到威海卫自治传教区，在杜安坤司铎带领下，负责牟平县工作。1938年8月，因杜主教调往芝罘代牧区，开始负责威海卫监牧区的工作。1939年6月2日由教廷任命为天主教威海卫监牧区宗座监牧 ，同时兼任监牧区内修会会长。1948年被驱逐出境，1949年3月28日荣休，1957年11月5日去世，年79岁。